# جورج إل. كلارك
جورج إل. كلارك (بالإنجليزية: George L. Clarke) هو سياسي أمريكي، ولد في 10 أغسطس 1813 في نورتون في الولايات المتحدة، وتوفي في 11 فبراير 1890. حزبياً، نشط في الحزب الجمهوري. وقد انتخب عضو مجلس ولاية رود آيلاند.